# Offerings II: All I Have to Give
Offerings II: All I Have to Give è il sesto album in studio del gruppo christian rock statunitense Third Day, pubblicato nel 2003.

## Tracce
1. Sing a Song – 4:09
2. You Are So Good to Me – 4:02
3. Creed (Live) – 5:59
4. Offering – 4:15
5. Show Me Your Glory (Live) – 3:29
6. Nothing Compares (Live) – 5:22
7. Anything – 4:18
8. God Of Wonders (Live) (featuring Michael Tait) – 4:39
9. May Your Wonders Never Cease – 6:33
10. The Everlasting – 4:38
11. Medley - Give/Turn Your Eyes Upon Jesus/With Or Without You/Your Love Oh Lord (Live) – 7:36
12. Take My Life (Live) – 4:27